# Фонтей Капитон (консул 67 года)
Фонтей Капитон (лат. Fonteius Capito) — римский политический деятель и сенатор середины I века.
О происхождении Капитона ничего неизвестно. В 67 году он был консулом вместе с Луцием Юлием Руфом. После завершения консульства в 68 году Капитон был отправлен легатом пропретором в Нижнюю Германию. По прибытии в провинцию он казнил батавского вождя Клавдия Павла, а его брата Гая Юлия Цивилиса заковал в цепи и отправил к Нерону. Капитон считался сильно коррумпированным человеком, хотя имел некоторую популярность среди своих солдат.
После смерти Нерона Капитон был обвинён в заговоре. В итоге осенью 68 года Фонтей Капитон был убит по инициативе двух легионных легатов Фабия Валента, Корнелия Аквина и командующего германским флотом Юлия Бурдона. Новый император Гальба одобрил их действия. Само убийство было осуществлено центурионом Криспином, который был казнен на следующий год по настоянию солдат.
Вплоть до декабря должность Капитона оставалась вакантной, пока на его место не прислали Авла Вителлия.